# Murilo Sebastião Ramos Krieger
Murilo Sebastião Ramos Krieger (Brusque, 19 settembre 1943) è un arcivescovo cattolico brasiliano, dall'11 marzo 2020 arcivescovo emerito di San Salvador di Bahia.

## Biografia
Entrato nella congregazione dei Dehoniani in giovane età, presso questa congregazione ha compiuto i primi studi per poi passare, sempre presso la stessa congregazione e nella sua città natale, agli studi filosofici. A Taubaté ha invece compiuto gli studi teologici.
Il 7 dicembre 1969 è stato ordinato sacerdote.
Dopo essere stato vice parroco e rettore, nonché superiore provinciale della sua congregazione nella provincia meridionale brasiliana, è stato eletto vescovo titolare di Lisinia e ausiliare di Florianópolis il 16 febbraio 1985. Il successivo 28 aprile è stato consacrato vescovo dall'arcivescovo Alfonso Niehues, all'epoca arcivescovo di Florianópolis.
L'8 maggio 1991 è stato nominato vescovo di Ponta Grossa.
Il 7 maggio 1997 papa Giovanni Paolo II lo ha elevato alla dignità arcivescovile affidandogli la guida dell'arcidiocesi di Maringá. Il 20 febbraio 2002 lo stesso papa lo ha trasferito all'arcidiocesi natale di Florianópolis.
Il 12 gennaio 2011 papa Benedetto XVI lo ha nominato arcivescovo di San Salvador di Bahia e, di conseguenza, primate del Brasile. È succeduto al cardinale Geraldo Majella Agnelo, dimessosi per raggiunti limiti d'età.
L'11 marzo 2020 papa Francesco ha accolto la sua rinuncia al governo pastorale dell'arcidiocesi di San Salvador di Bahia per raggiunti limiti di età.

## Genealogia episcopale e successione apostolica
La genealogia episcopale è:
- Cardinale Scipione Rebiba
- Cardinale Giulio Antonio Santori
- Cardinale Girolamo Bernerio, O.P.
- Arcivescovo Galeazzo Sanvitale
- Cardinale Ludovico Ludovisi
- Cardinale Luigi Caetani
- Cardinale Ulderico Carpegna
- Cardinale Paluzzo Paluzzi Altieri degli Albertoni
- Papa Benedetto XIII
- Papa Benedetto XIV
- Cardinale Enrico Enriquez
- Arcivescovo Manuel Quintano Bonifaz
- Cardinale Buenaventura Córdoba Espinosa de la Cerda
- Cardinale Giuseppe Maria Doria Pamphilj
- Papa Pio VIII
- Papa Pio IX
- Cardinale Alessandro Franchi
- Cardinale Giovanni Simeoni
- Cardinale Antonio Agliardi
- Cardinale Basilio Pompilj
- Arcivescovo Joaquim Domingues de Oliveira
- Arcivescovo Alfonso Niehues
- Arcivescovo Murilo Sebastião Ramos Krieger, S.C.I.

La successione apostolica è:
- Vescovo Vicente Costa (1998)
- Arcivescovo Francisco Carlos Bach (2005)
- Vescovo Giuseppe Negri, P.I.M.E. (2006)
- Vescovo José Valmor César Teixeira, S.D.B. (2009)
- Vescovo Vilson Basso, S.C.I. (2010)
- Vescovo Marek Marian Piątek, C.SS.R. (2011)